# 儒昂湾
儒昂湾（法語：Golfe Juan，法語發音：[ɡɔlf ʒɥɑ̃]）是法国西南部地中海沿岸一个海湾，范围从戛纳的克鲁瓦塞特角（Pointe de la Croisette）至昂蒂布的昂蒂布角。瓦洛里斯的同名海滨度假胜地得名于此。1815年3月1日，拿破仑在此登陆，开启百日王朝。